# 700
| [ Edytuj tabelę ]          |                                         |
| Cesarz Bizancjum           | - 698 Tyberiusz III 705                 |
| Chan Bułgarii              | - 681 Asparuch 701                      |
| Cesarz Chin                | - 690 Wu Zetian 705                     |
| Król Essexu                | - 694 Sigeheard 709 - 694 Swaefred 709  |
| Król Franków               | - 695 Childebert III 711                |
| Cesarz Japonii             | - 697 Mommu 707                         |
| Kalif                      | - 685 Abd al-Malik 705                  |
| Król Kentu                 | - 692 Wihtred 725                       |
| Patriarcha Konstantynopola | - 693 Kallinik I 705                    |
| Król Longobardów           | - 688 Kuninkpert 700 - 700 Liutpert 701 |
| Król Mercji                | - 675 Ethelred I 704                    |
| Król Nortumbrii            | - 685 Aldfrith 704                      |
| Papież                     | - 687 Sergiusz I 701                    |
| Doża Wenecji               | - 697 Paoluccio Anafesto 717            |
| Król Wessexu               | - 688 Ine 726                           |
| Król Wizygotów             | - 687 Egika 701                         |

Rok 700 / DCC
stulecia: VI wiek ~
VII wiek ~
VIII wiek

lata: 690 «
695 «
696 «
697 «
698 «
699 «
700
» 701
» 702
» 703
» 704
» 705
» 710

## Wydarzenia
- Ludność świata: 207–210 mln[1].

Europa
- Gottfried, książę Alamanów, proklamował niepodległość.
- Odon został księciem Akwitanii.
- Słowiańscy Wagrowie, zamieszkujące najdalej na zachodzie plemię połabskie, założyli Stargard (dzis. niem. Oldenburg).
- Wg prac Marcina Bielskiego około 700 roku miałby żyć legendarny Leszko I, książę „Lechitów”.

## Urodzili się
- 22 października – Willibald z Eichstätt, biskup (zm. 787/789).
- Shitou Xiqian, chiński mnich buddyjski (zm. 790).

## Zmarli
- 18 lipca – Symeon I, koptyjski patriarcha Aleksandrii.
- 17 września – Lambert z Maastricht, biskup.
- Ahtal, poeta arabski (ur. ~640).
- Di Renjie, chiński urzędnik i sędzia (ur. 630).
- Dōshō, japoński mnich buddyjski (ur. 629).
- Kuninkpert, król Longobardów.
- Muhammad ibn al-Hanafijja, szyicki imam.
- Osyth, królowa Essexu.